# The American Naturalist
The American Naturalist, (abreujat Amer. Naturalist), és una revista científica publicada mensualment, revisada per parells, que es va fundar el 1867. És publicada per la University of Chicago Press en nom de la Societat Americana de Naturalistes. La revista inclou recerca en ecologia, biologia evolutiva, població i integració de la biologia. Des de 2009, l'editor en cap és Mark McPeek. Segons el Journal Citation Reports, el 2010 la revista tenia un factor d'impacte de 4,736, ocupant el número 17 entre les 130 revistes en la categoria "Ecologia" i el 10 d'un total de 45 revistes en la categoria de "Biologia Evolutiva".